# بوکس در المپیک تابستانی ۱۹۸۰
مشت‌زنی در بازی‌های المپیک تابستانی ۱۹۸۰ نام رویداد ورزش مشت‌زنی در بازی‌های المپیک تابستانی بود که در سال ۱۹۸۰ برگزار شد.

## جدول مدال‌ها
| Pos | Country:             | Gold: | Silver: | Bronze: | Total: |
| ۱   | کوبا (CUB)           | ۶     | ۲       | ۲       | ۱۰     |
| ۲   | اتحاد شوروی (URS)    | ۱     | ۶       | ۱       | ۸      |
| ۳   | آلمان شرقی (GDR)     | ۱     | ۰       | ۵       | ۶      |
| ۴   | بلغارستان (BUL)      | ۱     | ۰       | ۱       | ۲      |
| ۵   | ایتالیا (ITA)        | ۱     | ۰       | ۰       | ۱      |
| ۵   | یوگسلاوی (YUG)       | ۱     | ۰       | ۰       | ۱      |
| ۷   | لهستان (POL)         | ۰     | ۱       | ۴       | ۵      |
| ۸   | اوگاندا (UGA)        | ۰     | ۱       | ۰       | ۱      |
| ۸   | ونزوئلا (VEN)        | ۰     | ۱       | ۰       | ۱      |
| ۱۰  | مجارستان (HUN)       | ۰     | ۰       | ۲       | ۲      |
| ۱۰  | رومانی (ROU)         | ۰     | ۰       | ۲       | ۲      |
| ۱۲  | چکسلواکی (TCH)       | ۰     | ۰       | ۱       | ۱      |
| ۱۲  | بریتانیای کبیر (GBR) | ۰     | ۰       | ۱       | ۱      |
| ۱۲  | گویان (GUY)          | ۰     | ۰       | ۱       | ۱      |
| ۱۲  | ایرلند (IRL)         | ۰     | ۰       | ۱       | ۱      |
| ۱۲  | کره شمالی (PRK)      | ۰     | ۰       | ۱       | ۱      |